# Merluza-negra
A merluza-negra (Dissostichus eleginoides) é um peixe marinho conhecido por sua carne saborosa cujo quilo pode alcançar até US$ 24 no mercado negro.

## Distribuição
As águas austrais dos mares do mundo é onde a merluza-negra pode ser encontrada, vagando em cardumes abaixo de 70 m de profundidade. Por essa característica é também conhecida por bacalhau de profundidade.

## Aparência
A merluza-negra pode atingir mais de dois metros de comprimento e pesar até 130 quilos.

## Dieta
Suas principais presas são lulas e camarões. Por sua vez, as merluzas são predadas por cachalotes, elefantes-marinhos e lulas-gigantes.

## Reprodução
A maturidade sexual é atingida entre 9 e 12 anos de idade. A merluza-negra pode chegar até 50 anos.

## Status de conservação
O risco de extinção para a espécie é considerável uma vez que a pesca ilegal é muito forte devido ao alto valor comercial de sua carne, porém esta espécie ainda não se encontra nas listas da IUCN.